# Lasioglossum europense
Lasioglossum europense är en biart som först beskrevs av Raymond Benoist 1950.  Lasioglossum europense ingår i släktet smalbin, och familjen vägbin. Inga underarter finns listade i Catalogue of Life.